# 东鸡冠山北堡垒
东鸡冠山北堡垒，位于中国辽宁省大连市旅顺口区东鸡冠山（海拔119m）。这里是沙俄为保卫旅順軍港而建造的堡垒，也是日俄战争期间激烈战斗的地点。现在辟为旅顺日俄战争陈列馆。1988年列为辽宁省文物保护单位。

## 历史
1898年，沙俄帝国租借旅顺为军港，1900年，俄军雇佣中国劳工在旅顺东侧的东鸡冠山北构建防御堡垒，以保卫旅顺港。堡垒是一个不规则的五边形，周长496米，面积9900平方米，由天然岩石建造，上面覆盖着混凝土、石头和泥土。内部结构复杂，指挥部、营房、弹药库、治疗室、厨房周围设有护墙和侧碉堡。堡垒周围有护城河，护城河外的斜坡上竖立着通有高压电流的铁丝网。
1904-1905年的日俄战争期间，1904年8月21日，日军第11师团在对旅顺港的第一次总攻中进攻堡垒，成功冲破铁丝网进入内堀，但遭到侧碉堡的近战攻击，损失惨重。此后多次尝试挖掘隧道炸毁堡垒。12月15日，驻军指挥官罗曼·孔德拉琴科少将在战斗中被日军发射的28厘米榴弹炮炮弹炸死。随后，12月18日，他们在堡垒前引爆了2.3吨炸药，趁机占领了堡垒。日军为了攻破这座堡垒，大约死亡8000人。这时距离停战仅有一个月。

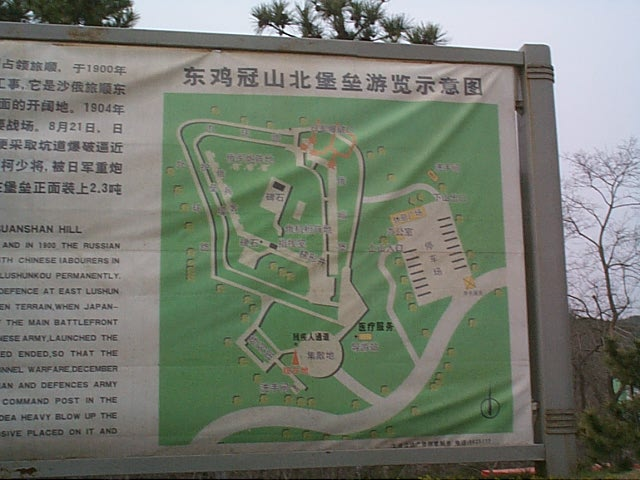
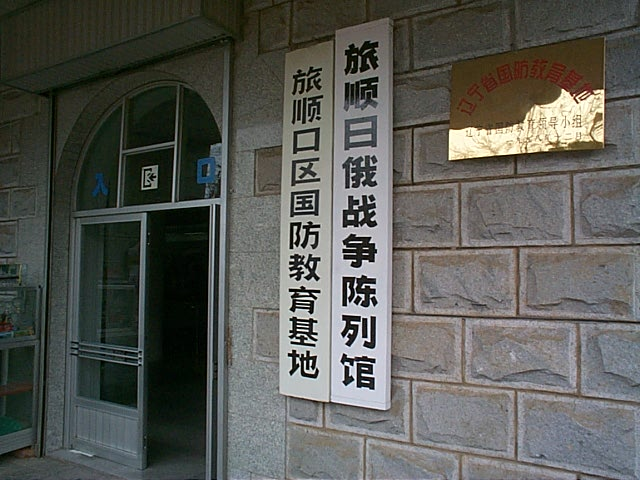
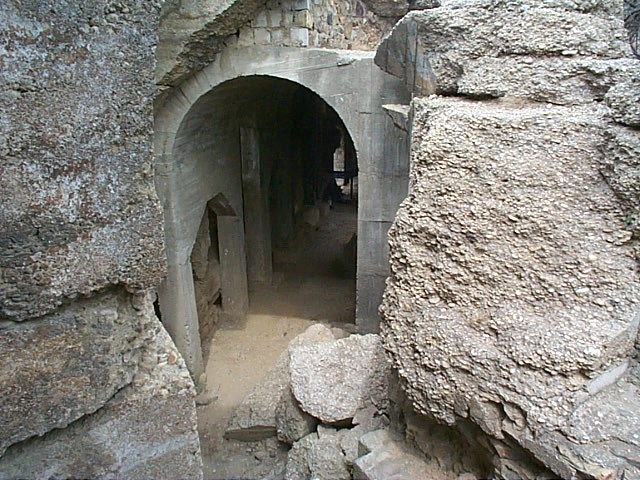
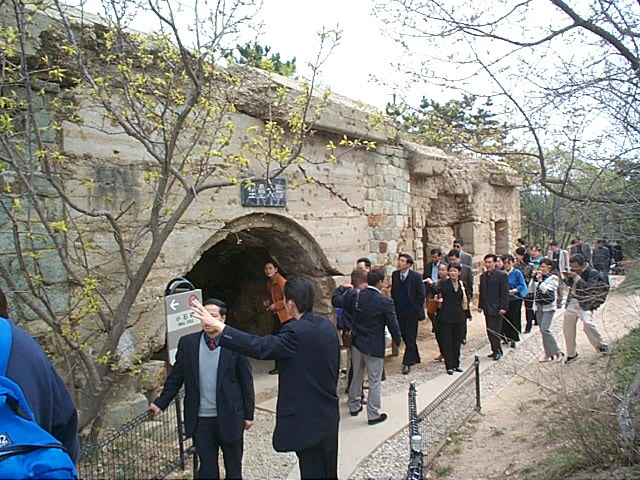
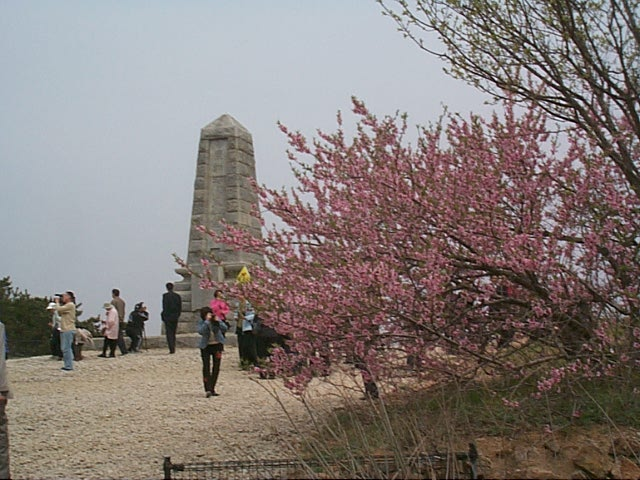

## 保护
1988年12月20日，东鸡冠山北堡垒由辽宁省人民政府公布为第四批辽宁省文物保护单位，编号4-91-4-34。